# Василів (Чернівецький район)
Васи́лів — село в Україні, у Кадубовецькій сільській громаді Чернівецького району Чернівецької області.

## Герб
У срібному щиті сходить золоте сонце без зображення обличчя з такими ж променями, що супроводжується знизу чотирма лазуровими хвилеподібними укороченими балками, кожна нижня коротша. Два середніх променя заповнені лазуровим і увінчані золотим куполом з таким же хрестом. Поверх золотий тризуб.

## Геологічна будова села
Територія дослідження знаходиться в межах Заставнівського району Чернівецької області (в її північній частині). Розташоване село на правому березі р. Дністер в середній частині його течії. Як і загалом Середнє Придністров'я, територія дослідження являє собою специфічний та унікальний феномен природи, який переповнений вартими уваги об'єктами досліджень з точки зору географії, геології, історії та археології, етнографії, культури тощо. Саме такою є досліджувана частина в межах с. Василів. Особливо цінними для вивчення особливостей та історії формування території є виходи на денну поверхню порід різного геологічного віку. 

Їх дослідження із застосуванням сучасних методів та технологій дозволяє відтворити історію геологічного розвитку території, реконструювати палеогеографічні обстановки  часу їх утворення, пояснити характер та послідовність зміни умов осадонакопичення на різних часових проміжках. Детальне вивчення цих відкладів дозволить відповісти на низку питань, що стосуються просторово-часових, стратиграфічних, палеогеографічних літологічних, та інших особливостей розвитку та формування території.

Загалом, дослідженням геологічної будови Придністров'я та Волино-Поділля  займалося досить багато вчених, проте ще деякі аспектів, що стосуються поширення та залягання різновікових відкладів так і залишились дискусійними та невирішеними. Тому це питання потребує подальшого детального вивчення.

Досліджувана територія с. Василів є унікальним геологічним музеєм просто неба. У тектонічному відношенні територія знаходиться у південно-західній частині Східноєвропейської платформи, у межах Волино-Подільської плити, ускладненої системою регіональних розломів.

У фундаменті цієї плити залягають магматичні та метаморфічні породи архею та нижнього протерозою, які на денну поверхню не виходять. Тут вони перекриті осадовими породами пізньопротерозойського та палеозойського віку. На розмитій поверхні моноклінально залягаючих порід верхнього протерозою і палеозою розміщена невелика товща мезозою і кайнозою.

Найдревнішими породами, що виходять на поверхню, є палеозойські, які представлені тут нижньодевонськими відкладами чортківської світи, які згідно залягають на богданівських верствах борщівської світи. Відслонення їх розташоване на крайньому північному заході села і оголошене геологічною пам'яткою природи місцевого значення під назвою «Василівська стінка». Потужність її в межах території дослідження до 60 м.

Особливостями літолого-фаціального складу верств світи є циклічний теригенно-карбонатний розріз, складений товщею ритмічного чергування сіроколірних малопотужних вапняків, аргілітів та алевролітів. Особливо цінними є численні рештки фауни нижнього девону, представленої викопними залишками тентакулітів, брахіопод, остракод, пелеципод, двостулкових молюсків, ортоцератид та інших видів.

На пониженій та розмитій поверхні девонських відкладів на невеликій ділянці збереглася піщана фація прибережної зони середньоальбського моря (крейдова система, альбський ярус, середньоальбський підярус. В нижній її частині лежить тонка верства базального конгломерату, складеного уламками палеозойських порід з домішкою гальки і гравію чорних кременів. Конгломерат прикритий незначною товщею пісків. Вище них залягають вапнистими пісковики, представлені вапнистими олігоміктовими польовошпат-кварцовими відмінами та домішками глауконіту, гравію, чорного кременю та кварцу. Завдяки наявності значної частки карбонатних утворень пісковики піддаються карстуванню. В нижній частині відкладів протікає невелика підземна карстова річка з характерними алювіальними відкладами, у верхній частині є невеликий грот, а вся товща загалом пронизана низкою карстових тріщин шириною до 1 м, які з'єднуються між собою. Загальна потужність відкладів сягає до. Верхня їх частина відслонюється на заході села в урочищі «Монастир».

Вище залягають відклади нижнього відділу крейдової системи, альбського ярусу верхньоальбського підярусу. Дана фація прибережної зони верхньоальбського моря збереглася досить добре в долині Дністра та складена різноманітними в літологічному відношенні відкладами. На досліджуваній території вона представлена органогенно-детритовими (моховатко-голкошкіровими) вапняками. За походженням це викопні залишки зруйнованих прибережних рифів. Відклади  містять велику кількість теригенного матеріалу (домішки піщаних зерен кварцу та глауконіту) та переходять у вапнисті пісковики. Містять стяжіння чорного кременю. Потужність відкладів становить приблизно 10 м.

Їх перекривають кайнозойські відклади, які представлені на даній території неогеновою системою, а саме осадками середнього міоцену (баденський ярус).  Відклади верхнього горизонту нижнього баденію збереглися у вигляді літотамнієвих вапняків (так звані нараївські верстви). Розріз відкладів верхньої частини нижнього тортону, що відслонюється на півдні села, представлений товщею світло-сірих детритових вапняків, складених уламками моховаток, літотамній, черепашок молюсків, які зцементовані карбонатами. Загальна потужність їх більше 10 м. Знизу вверх залягають:

1. Вапняки світло-сірі, поділені на окремі великі блоки, мають виражену уламково-органогенну будову. Залягання шару субгоризонтальне з кутом нахилу 10-150 — більше.

2. Вапняки світло-сірі, сильно вивітрені, без помітної шаруватості, літотамнієві жовна яскраво-виражені — до 

3. Вапняки світло-сірі, з великим вмістом піщаного матеріалу, сильно вивітрені (пролювій нижче залягаючого шару) — до 2 м.

Завершують розріз четвертинні делювіальні суглинки (до).

На північному схилі г. Висока в урочищі «Городище» відслонюється товща верхньобаденських гіпсів, які відносяться до тираської світи. Евапоритова сульфатна товща залягає на нижньобаденських відкладах. Їх
потужність — і більше. В розрізі представлена двома фаціями:
1.       Нижня
частина товщі складена жовновим гіпсом. Макроскопічно характеризується
приховано-кристалічною будовою (алебастровою) з типовою  мікроплойчастою шаруватістю. Структура породи
мікрокристалічна, зерниста [16]. Потужність — більше .
2.       Верхня
фація представлена гіпсом кристалічним. Розміри кристалів — до довжини та до ширини. Простір між ними
заповнений гіпсовим цементом. Кристали хаотично розташовані [Додаток Ж, Рис.
1-2]. Потужність — більше .
Сульфатна товща пронизана рядом карстових тріщин шириною до . 10- нижче покрівлі гіпсу розташована невелика печера, в якій чітко простежується межа між двома фаціями проходить по її верхній частині: підлога та стінки печери розташовані в межах жовнових гіпсів, а стеля і товща, яка знаходить вище неї — в кристалічних.

Четвертинні відклади утворюють на території дослідження майже суцільний покрив. Відсутні лише на схилах каньйону Дністра. Представлені делювіальними, елювіальними, пролювіальними, алювіальними та еоловими, еолово-делювіальними та іншими генетичними типами  відкладів, формування яких відбувалося протягом пліоцену, плейстоцену та голоцену.

Алювіальні осади представлені відкладами верхніх та нижніх терас Дністра. Середні тераси в межах с. Василів не збереглися. Від верхніх до нижніх терас відбувається різкий перехід. Схил досить крутий (до 60-700), розчленований. У внутрішній частині алювіальні відклади представлені рівнями третьої, другої, першої терас та заплавами. 

Великі території займають відклади другої надзаплавної ерозійно-акумулятивної тераси (верхньоплейстоценової). В центральній частині села верхня частина відкладів зруйнована. На північному заході, вниз за течією від «Василівської стінки», ці породи відслонюються.

Розріз тераси представлений в нижній частині русловим алювієм, складеним переважно гравійно-галечниковим матеріалом, які на денну поверхню не виходять. Вище поступово змінюється почерговим перешаруванням піщано-супіщано-суглинистих заплавних фацій з включенням гальки. Зверху них залягають еолові відклади, нижня
частина яких складена жовтувато-коричневим суглинком з червонуватим відтінком, які змінюються темно-жовтими суглинками та світлим сіровато-жовтим, палевим бузьким лесом з яскраво вираженою стовпчастою структурою. Відклади багаті на фауністичні рештки великих ссавців та молюсків. Нами були відібрані проби з цього горизонту для детальнішого дослідження. В результаті промиву порід ми отримали хороший матеріал для проведення малакофауністичного аналізу палеоекологічних особливостей існування тафоценозів. Це дало нам додаткову інформацію для стратиграфічних та палеогеографічних висновків.

Незважаючи на значну чисельність особин, фауна досить бідна на видовий склад. Вона представлена наземними голарктичними арктобореально-альпійськими (Pupilla loessica), середньо- та східноєвропейськими (Trichia hispida), середньоазіатськими (Vallonia tenuilabris), євро-сибірськими (Succinea oblonga elongata) видами. За складом це типова фауна лесового степу (Куниця), яка мала широке розповсюдження в Середній та Східній Європі в холодні інтервали льодовиків'я. Наявність в цьому комплексі  Pupilla loessica говорить про процес активної еолової акумуляції лесового матеріалу.

Завершує розріз малопотужний сучасний голоценовий горизонт. Алювіальні відклади першої тераси, високої та низької заплав представлені галечниковим русловим алювієм, вище якого залягає пісок дрібно- та середньозернистий, світло-сірий, косо- та горизонтально шаруватий. Завершує розріз сучасний голоценовий ґрунтовий горизонт. Займають незначні площі, оскільки інтенсивно руйнуються внаслідок змін русла р. Дністер в голоцені та його інтенсивним боковим врізом, руйнуванням її катастрофічними повенями та розчленуванням
території її поширення невеликими притоками Дністра.

Голоценові відклади представлені делювіальними та алювіальними. До перших належать делювіальні суглинки (переміщені по схилу леси різного механічного складу) та породи різного гранулометричного складу в середніх та нижніх частинах схилів (піщаний та супіщаний матеріал і жорствяно-щебенисто-уламкові відклади). Саме
протягом голоценового періоду відбувалося формування сучасного ґрунтово-рослинного покриву. Досить
поширеними є відклади, які формувались протягом усього континентального етапу розвитку території та віднесені до нерозчленованих. Серед них найбільшу роль відіграють делювіальні та елювіальні утворення.
Матеріали, отримані в результаті досліджень, дозволяють з упевненістю говорити про досить складний та різноманітний комплекс відкладів та зробити наступні висновки:
1.       В
межах території  села відслонюються осадові породи різної потужності та віку (близько 10 стратиграфічних розрізів). Це є досить унікальним явищем навіть для багатого на відслонення Придністров'я.  Особливо цінними є повні стратиграфічні розрізи, за наявністю територія може бути віднесена до еталонних.
2.       Одним
із лектостратотипів нижнього девону є відслонення відкладів чортківської серії, верхня частина яких виходить на денну поверхню на крайньому північному заході села.  Особливостями літолого-фаціального складу верств світи є циклічний теригенно-карбонатний розріз, складений товщею ритмічного чергування сіроколірних малопотужних вапняків і аргілітів. Фауна чортківського горизонту характеризується досить великою кількістю як екземплярів, так і видів. Своєрідний комплекс фауни (характерними є переважно пелециподи, тентакуліти, остракоди, рідше — ортоцератиди та брахіоподи) свідчить про значну перебудову фаціальних умов подільської протоки: зменшення чисельності типово морських груп в порівнянні з борщівським горизонтом та збільшення груп, характерних для обмілілої та частково опрісненої водойми.
3.       Встановлено, що відклади крейдової системи середнього альбу свідчать про досить повільне осадонакопичення в морському басейні, значну гідродинамічну активність вод та наявність досить сильних придонних течій. Підтвердженням цьому є розріз, складений в нижній частині базальним конгломератом з уламків палеозойських порід з домішкою гальки і гравію чорних кременів, прикритими незначною товщею пісків та завершують розріз пісковики з домішками.
4.       Верхньоальбські
осади утворилися в умовах активної гідродинаміки та постійного перемивання мілководних утворень літоральної зони трансгресуючого морського епіконтинентального басейну внаслідок чого в долині Дністра простежується істотна фаціальна мінливість відкладів. Викопні залишки зруйнованих прибережних рифів збереглися в долині Дністра в межах с. Василів та представлені органогенно-детритовими (моховатко-голкошкіровими) вапняками з великою кількістю теригенного матеріалу.
5.        Виявлено, що цікавими для вивчення є
середньоміоценові відклади баденського ярусу, представлені в нижній частині  літотамнієвими вапняками, а у
верхній — двома фаціями гіпсів різних видів. До цього часу вивченню даних відкладів приділялося мало уваги. Проте, як показали проведені дослідження, детальний аналіз умов їх утворення за фаціальними мінливостями може дещо змінити наші уявлення про генезис та специфіку формування осадових товщ.
6.       Досліджено
четвертинні (антропогенові) відклади, які утворюють на території дослідження майже суцільний покрив. Представлені в основному делювіальними, елювіальними, пролювіальними, алювіальними та еоловими, еолово-делювіальними та іншими генетичними типами  відкладів, формування яких відбувалося протягом плейстоцену та голоцену.
7.       Малакологічні
рештки, отримані з субаеральних товщ другої надзаплавної тераси дали цінну додаткову інформацію для стратиграфічних та палеогеографічних висновків.  Визначено, що за видовим складом фауна цього комплексу є характерною лесовою, бідною на видовий склад. Більшість видів свідчать про процес активної еолової акумуляції лесового матеріалу. Даний типовий комплекс підтверджує існування в той час на даній території холодних посушливих умов лесового степу.
8.           
Проведені геологічні дослідження території с. Василів говорять про те, що при детальному вивченні конкретних територій (особливо таких, що мають хороші відслонення геологічних порід) можна отримати інформацію, яка дозволяє вирішити дискусійні чи недостатньо вивчені питання, що стосуються генезису, умов седиментації, історії розвитку, фаціальної мінливості та перерв в осадонакопиченні різних типів відкладів різного віку.

Дані результати взяті із досліджень 2013—2014 р за участі Гривула Анатолія Михайловича — студента Інституту біології, хімії та біоресурсів та Кочерган Яни Анатоліївни — викладача БМАНУМ, здобувача кафедри фізичної географії та раціонального природокористування Чернівецького національного університету.

## Історія села
Перша писемна згадка про населений пункт датується 1230 р., коли в Галицько-Волинському літописі Василів згадується як древнєруське місто
Галицької Русі.
Середньовіччя з його війнами, набігами різних загарбників та епідеміями поступово знівелювали квітуче місто.
В 1359 році Василів, як і вся Буковина, стає частиною Молдавського князівства. В 1538 році ці землі загарбала султанська Туреччина. Більше двохсот років терпів буковинський край спустошливі набіги турків і татар. Про ці події в багатьох селах існують перекази та легенди.
В грамоті, датованій XVI ст., говориться, що господар Василь купив у Василеві половину села за 150 леїв разом з господарством і людьми. Безправ'я, нещадна експлуатація феодалами своїх селян, важкі умови праці призвели до фатального занепаду Василева, яке перетворилося на рядове село.
Історичні джерела вказують, що через Василів у 1739 році пройшла частина російської армії під командуванням генерала Мініха. Про зв'язки жителів села з російськими солдатами інформація відсутня.
У 1794 році (за іншими джерелами — 1807 року) до Василева приїздить перший його власник барон Андрей-Леопольд фон Капрі і поселяється в північній частині села. Свій маєток зводить за європейським зразком, починає закладати біля дому парк. До нинішнього дня з цього парку збереглося одне дерево — в'яз з обхватом стовбура 3 м в діаметрі.
У травні 1848 року жителі Василева дізналися про скасування кріпосного права. Біля язичницького ідола, на Гозанисі, викопали велику яму-могилу, у якій «поховали» панщину. В неї скинули серпи, вила, коси, граблі та інші знаряддя, якими працювали на пана. Після цього всім селом пішли до церкви на «Літургію Слободи», потім влаштували танці. Щороку, аж до 1914-го, сільська громада відзначала це свято. Війни, іноземне поневолення, радянська атеїстична пропаганда відтіснили його на задній план. У 1974 році, у розпал активного атеїстичного наступу, ідола було розбито. В цей час чинилися всілякі перешкоди релігійним святам, з часом забулося гуляння, пов'язане із скасуванням панщини.
До 100-річчя входження Буковини до складу Австро-Угорщини в Чернівцях розпочалося будівництво митрополичої резиденції. Камінь для споруди добували у Василеві, а в урочищі Котельце жителі виготовляли високоякісну цеглу.
В нагороду за працьовитість, чесність і дбайливість, а також з необхідності розвитку освіти, австрійська влада у 1876 році збудувала в селі чотирикласну початкову школу.
В другій половині ХІХ ст. австрійська адміністрація сприяла деякому розвиткові національної освіти і духовності. Богослужіння в церкві велося українською мовою, не чинилися перешкоди щодо вивчення рідної мови у школі. Спочатку навчання велося німецькою мовою і один день на тиждень — українською. З 1890 року — 3 дні німецькою, 2 — українською, а з 1900-го — в основному українською і лише 3-4 уроки німецької як окремого предмета.
У 1939 році в селі створюється осередок українських націоналістів, які періодично збираються в хаті Семенюка Михайла. Перед присутніми виступав провідник ОУН з Галичини, якого звали Орест (чи то ім'я, чи то псевдо). Він приносив з собою газети і брошури, розповідав про події у світі, вів роз'яснювальну роботу про завдання і цілі боротьби ОУН. В організацію входили: Тацюк Василь, Тацюк Михайло, Тацюк Ольга (Люся), Семенюк Михайло Васильович, Похивка Микола, Палагнич Іван Васильович, брати Гривули Микола і Дмитро, Бербенюк Василь Іванович, Бузинський Дмитро Миколайович, Гніданик Микола, Звізда Дмитро (з Дорошівців), Гривул (Літовська) Ганна Петрівна, Семенюк Василина Іванівна, Микуляк Василь Петрович, Гривул Дмитро Васильович, Тимарський Степан, Мартинюк Василь Іванович, Бурик Катерина.
Під впливом діяльності ОУН в селі створюється товариство «Просвіта». Молоді хлопці і дівчата організовували концерти українського народного співу, готували і показували односельчанам в стодолі Гривула Дмитра вистави «Наймичка», «Назар Стодоля». Тут брати Василь та Михайло Тацюки декламували поему Т. Шевченка «Гайдамаки», а їхня сестра Ольга виконувала пісні на вірші Кобзаря «Така її доля», «По діброві вітер віє» тощо. В багатьох селянських хатах на почесному місці, поряд з образами, висів вишитий портрет Т. Г. Шевченка. «Наш Шевченко» — з любов'ю називали в селі великого Кобзаря.
22 червня 1941 року розпочинається радянсько-німецька війна. 30 червня до лав Червоної Армії більшовики мобілізували 46 чоловік, які майже всі загинули. Пройшли всю війну і повернулися живими додому лише троє — Портей Микола Васильович, Ящук Андрій Іванович і Бербенюк Микола.
До приходу румунів окремі василівські чоловіки — Літовський Василь Дмитрович, Градовий Василь, Кирилюк Василь Петрович, Москаль Яків Іванович — записалися до лав Буковинського куреня самооборони, який у липні 1941 р. створив провід ОУН у м. Заліщики з жителів придністровських сіл Буковини. Але німці не вважали за потрібне підтримувати це формування і розігнали його.
У кінці березня 1944 року румуни знову залишають село, а на їх місце повернулися більшовики. Тепер василівчани зустрічали визволителів насторожено, без колишнього піднесення. В селі знову відновили діяльність сільської ради, яку очолив Мельничук Іван Петрович. Протягом квітня-серпня 1944 року, після розгрому Румунії, стали пішки повертатися василівські чоловіки із робочих батальйонів (деташементів). Почалася мобілізація василівчан на радянсько-німецький фронт. 10 травня більшовики провели першу мобілізацію, а в серпні-вересні — другу. Із Василева протягом 1941—1945 років було мобілізовано 176 чоловіків, 70 з них загинули або пропали безвісти. За мужність і відвагу Семенюк Василь і Левицький Микола були удостоєні ордена Червоної Зірки ІІ ступеня, Каменецький Василь — ордена Слави ІІІ ступеня. В пам'ять про тих, хто не повернувся з фронтів жорстокої війни, у центрі села встановлено пам'ятник.
У 1947 році в селі створено колгосп імені Ю. Федьковича, який складався з трьох бригад. Першим головою колгоспу був обраний Королик Микола Іванович (1947—1949 рр.), далі Гривул Іван Миколайович (1949—1953 рр.), Макух Василь Іванович (1953—1954 рр.), Попадюк Олександр (1954—1956 рр.), Шевчук Іван Васильович (1956—1961 рр.).
У 1961 р. колгосп імені Ю. Федьковича об'єднується з Кулівецьким колгоспом імені Б. Хмельницького в єдине господарство — імені К. Маркса, яке очолив Литвинюк Віталій Іванович. Цей колгосп проіснував до 1975 р. Протягом усього часу господарство спеціалізувалося на вирощуванні зернових (урожайність складала 45-50 ц з га) та виробництві м'ясо-молочної продукції. На час збільшення колгосп імені К. Маркса мав на рахунку близько 1 млн крб. Після збільшення він ввійшов до складу колгоспу «Росія», який об'єднував землі чотирьох сіл: Кадубівці, Чуньків, Кулівці і Василів.
Колгоспом імені К. Маркса було збудовано 8 приміщень ферм, тракторну бригаду, тік, контору, сучасне приміщення школи (1964), ряд магазинів. Колгосп «Росія» збудував Будинок культури і дитячий садок, який утримував власним коштом, павільйон побутового обслуговування, відділення зв'язку та ощадної каси. А через деякий час з'явилися амбулаторія, зуболікувальний кабінет, пологовий будинок, аптека, бібліотека.
Протягом 1972—1974 рр. колгосп власним коштом збудував окреме приміщення для сільського історико-краєзнавчого музею. Він мав чотири великі зали, у яких містилися експозиції предметів археологічних знахідок, копії історичних грамот, документів, предмети побуту, праці, одяг тощо. Але в 1987 р., при створенні в цьому приміщенні філіалу заводу «Гравітон», музей розібрали, а експонати звалили на сходи сільського Будинку культури. Можна припустити, що такі справи без відома місцевої влади відбуватися не могли. Лише в 1992 р. розпочалися відновлювальні роботи, які дали можливість реставрувати поки що один зал.
Період так званої перебудови в СРСР активізував і простих людей. У 1989 р. в селі створюється осередок Народного руху України, який очолив Мартинюк Дмитро Васильович. Майже кожен свідомий житель став його членом і на референдумі 1991 року все населення Василева підтримало утворення незалежної, самостійної Української держави.
Розбалансованість економічних зв'язків після розпаду СРСР, нетерпимість до колективної форми господарювання прискорили занепад колись заможного колгоспу «Росія». У 1997 р. колгосп розпався, землі і майно селяни розділили між собою. Землю селяни отримали, а обробляти її без сільськогосподарської техніки стало неможливо. З цієї причини значна кількість орної, родючої землі довгий час заростала бур'янами. Останніми роками її орендує сільськогосподарське підприємство ТзОВ «Хрещатик-Агро».
Ринкові відносини змусили окремих жителів перебудовувати свою свідомість, щоб займатися підприємництвом. Найшвидше в селі з'явилися приватні торгові заклади — підприємці Яворський Василь Петрович, Ганзюк Георгій Антонович, Гончар Петро Миколайович, Борсук Дмитро, Кіцан Михайло. На території села успішно функціонує підприємство з відгодівлі свиней «Наша свинка» (кер. Строкань М. М.).

## Населення
Згідно з переписом УРСР 1989 року чисельність наявного населення села становила 1231 особа, з яких 537 чоловіків та 694 жінки.
За переписом населення України 2001 року в селі мешкало 1229 осіб.

### Мова
Розподіл населення за рідною мовою за даними перепису 2001 року:
| Мова       | Відсоток |
| ---------- | -------- |
| українська | 99,27 %  |
| російська  | 0,41 %   |
| білоруська | 0,08 %   |
| молдовська | 0,08 %   |
| румунська  | 0,08 %   |

## Легенди Василева
Площа давнього міста набагато перевищує площу сучасного села. Навіть легенда про те, як троє в'язнів намагалися утекти з василевського замку, змайструвавши дерев'яні крила і кинувшись з стін твердині, все ще живе в народній пам'яті.
І про церкви перекази збереглися: начебто найбільший храм стояв в посаді, у теперішньому урочищі Глинище на мисі Хом, і мав понад 30 метрів у висоту. З його бані можна було за сприятливої погоди побачити навіть Городенку. А це не менш як 30 кілометрів! Тому ще один варіант легенди про трьох втікачів на дерев'яних крилах каже, що були то майстри-зодчі, що прибули аж з Візантії звести такий велетенський диво-храм — і яких не хотіли відпускати з міста, щоб, бува, не повторили свій шедевр у сусідів. Найдивніший варіант переказу чомусь пов'язує будівництво святині з відвідинами Василева австрійською імператрицею Марією-Терезією, яка начебто хотіла звести велетенську церкву на подив всьому світу, а коли майстри погодилися виконати її бажання, перелякалася, що вони зможуть звести в іншій державі ще вищий храм — і наказала слугам прибрати риштування від новозведеної церкви. За легендою, один з майстрів долетів до сусідньої гори, інший — до Городища, а третій впав під церквою (схоже переповідають про замок у Бучачі). Та наймоторошніша легенда розказує про те, як в стіні храму майстер-будівничий, захльобуючись сльозами, замурував свою дружину — начебто інакше йому не вдавалося закінчити свою роботу.
Поруч з святинею був, природно, цвинтар. Про те, що легенда має під собою тверду основу з фактів, зараз нагадують велетенські кам'яні хрести, що видніються на верхівці глиняного мису над рікою. На багатьох хрестах все ще помітні кириличні написи. Інші сільські топоніми — Городище, Торговиця, Монастирище, Мури — теж наводять на роздуми про неперервність пам'яті. А патріотично налаштовані селяни навіть впевнені, що саме ченці з Василева, який спустошила татарська орда, переселилися з Дністра на Прут — і заснували Чернівці…
А земля села щедро підгодовує легенди, час від часу даруючи мешканцям уламки старовинних речей, кам'яні саркофаги, а у 1821 р. навіть скарб з 20 срібних, скляних та мідних прикрас ХІІ ст. Хай прикраси й не золоті, та для вчених вони на вагу золота: ось які підвіски-бубонці та скроневі кільця носили давні буковинці, ось якими нашивними бляшками прикрашали свої шати. На Городищі вдалося віднайти бронзову булаву з шипами. Хто знає, може, колись вона належала місцевому князю? А ще майже кожен місцевий житель натикався у землі на кістяки: багатотисячне місто мало великі цвинтарі. Особливо багато таких знахідок буває після сильних злив.
В 1992 р. в урочищі Замчище було встановлено пам'ятний камінь та хрест — на честь 600-річчя першої писемної згадки про Буковину. Зі збережених пам'яток відзначимо хрестовокупольну церкву Різдва Богорордиці, яка датується 1835 роком.
За легендою, жителі міста над Дністром славилися своєю веселою вдачею, тому й назвали своє місто Веселівом. Пізніше начебто назва трансформувалася у Василів. Хоча мало веселого в усвідомленні того, як Час змінює долі міст і сіл. А у Василеві це відчувається особливо гостро.
На околицях села виявлено городище-святилище. На могильнику ХІІ—ХІІІ ст. відкриті ями з вугіллям, кістками тварин і черепками.

## Освіта
В нагороду за працьовитість, чесність і дбайливість, а також з необхідності розвитку освіти, австрійська влада у 1876 році збудувала в селі чотирикласну початкову школу.
В другій половині ХІХ ст. австрійська адміністрація сприяла деякому розвитку національної освіти і духовності. Богослужіння в церкві велося українською мовою, не чинилися перешкоди щодо вивчення рідної мови у школі. Спочатку навчання велося німецькою мовою і один день на тиждень — українською. З 1890 року — 3 дні німецькою, 2 — українською, а з 1900-го — в основному українською і лише 3-4 уроки німецької як окремого предмета.
У 1922 році Василівську українську народну школу перейменували на румунську народну школу. Вже з 1927 року було заборонено вживання української мови в школі, у державному діловодстві, запис метрик цією мовою. Священиків, що не говорили проповіді по-румунському, звільняли. Офіційно проголошувалося, що румунська мова в церкві обов'язкова, коли є в ній хоч один румун. Категоричній забороні підлягав спів українських народних пісень, з чим ніяк не хотіли миритися найбільш свідомі жителі.
Нова влада (радянська) відкрила 4-класну початкову школу з українською мовою навчання, батьків зобов'язали віддати всіх дітей шкільного віку до школи. Новостворена сільрада стала підшуковувати приміщення для бібліотеки, клубу, медпункту.
Колгоспом імені К. Маркса в 1964 році збудував сучасне приміщення школи.

## Відомі особи
- Кирилюк Дмитро Никифорович – здобув вищу освіту за Румунії, закінчив Віденський університет.
- Бабич Тарас Любомирович (*26.09.1967 — 11.11.1986) — учасник радянсько-афганської війни, кавалер ордена Червоної Зірки.
- Кирилюк Мирослав Іванович — професор Чернівецького національного університету.
- Гошовський Іван Петрович — начальник шахти, м. Горлівка.
- Гривул Тодор Миколайович — доктор хімічних наук, м. Львів.
- Маник Микола Васильович — керуючий відділення Приватбанку, м. Ужгород.
- Тацюк Микола Михайлович — головний лікар районної лікарні, м. Рахів.
- Бербенюк Костянтин Іванович — старший слідчий УБОЗ, полковник, м. Чернівці.
- Микуляк Василина Миколаївна — історик, заслужений учитель України, Запорізька область.
- Бабич Ганна Тарасівна — керівник апарату Заставнівської районної державної адміністрації.
- Маник Іван Васильович — завідувач пологового будинку № 2, м. Чернівці.
- Довбенчук Василина Василівна — заступник начальника обласного відділення Пенсійного фонду України, м. Чернівці.
- Танасійчук Петро Іванович (1989—2016) — солдат Збройних сил України, учасник російсько-української війни.
- Томоруґ Василь Михайлович (1879—1963) — педагог, громадський діяч, четар УГА.
- Томоруг Теофіль Дмитрович (1891—1952) — інженер, поручник УГА.

## Природа
- Василівська вирва (іхтіологічний заказник)
- Василівська стінка (геологічна пам'ятка природи)
- Василівські водоспади (геологічна пам'ятка природи)